# Мэнли, Норман
Норман Вашингтон Мэнли, англ. Norman Washington Manley (4 июля 1893 — 2 сентября 1969) — профсоюзный и государственный деятель Ямайки, главный министр Ямайки с 1955 по 1962 год, учредитель и первый лидер Народной национальной партии. Отец Майкла Мэнли.